# Ryan Pini
Ryan John Pini (Port Moresby, 10 dicembre 1981) è un nuotatore papuano.

## Biografia
Cresciuto in patria, ma ormai da tempo di base a Brisbane, specialista delle distanze brevi della farfalla, ha partecipato ai Giochi olimpici nel 2004 e nel 2008. Nell'edizione svoltasi a Pechino è stato il portabandiera per la propria nazione, ed ha raggiunto la finale dei 100 farfalla (primo atleta della sua nazione a disputare una finale olimpica nel nuoto) nella quale si è piazzato all'ottavo posto.
Ha disputato i campionati mondiali del 2007 a Melbourne e del 2009 a Roma, giungendo alle semifinali di 50 e 100 farfalla nel 2007.
Si è aggiudicato la medaglia d'oro nel 100 farfalla ai XVIII Giochi del Commonwealth nel 2006, competizione nella quale si è piazzato al quinto posto nei 50 farfalla.
Ha un primato personale nei 100 farfalla di 51"62.
È stato eletto sportivo dell'anno di Papua Nuova Guinea negli anni 2003, 2004 e 2005

## Palmarès
- Commonwealth Games

Melbourne 2006: oro nei 100m farfalla.
Delhi 2010: argento nei 100m farfalla.